# Citroën Xénia
La Citroën Xenia est un concept-car du constructeur automobile français Citroën et du carrossier italien Coggiola, présenté en 1981.

## Présentation

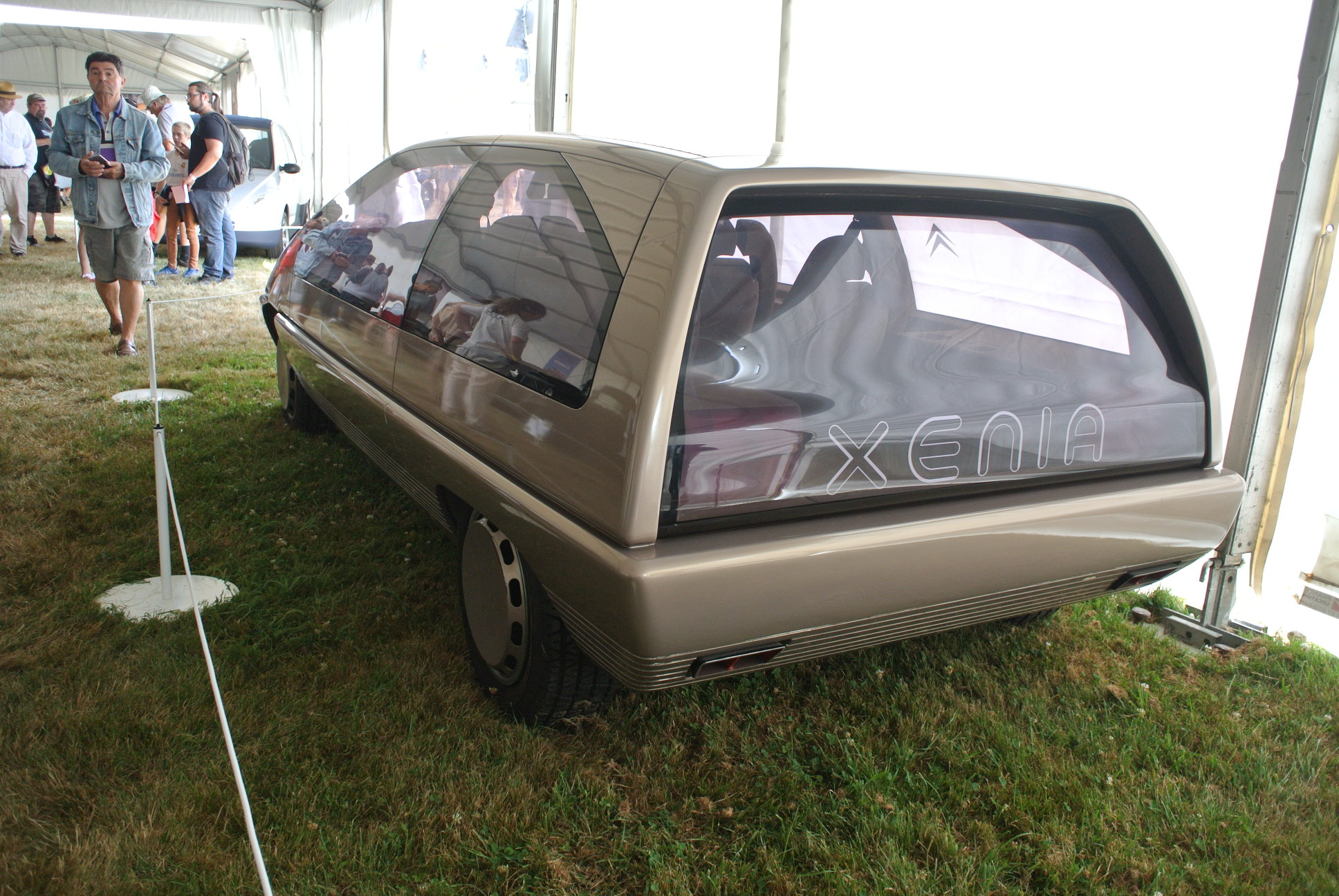
Citroën Xenia

La Xenia était basée sur une plate-forme de Citroën BX, et se présentait sous la forme d'un break monocorps. Son dessin est signé par Trevor Fiore.

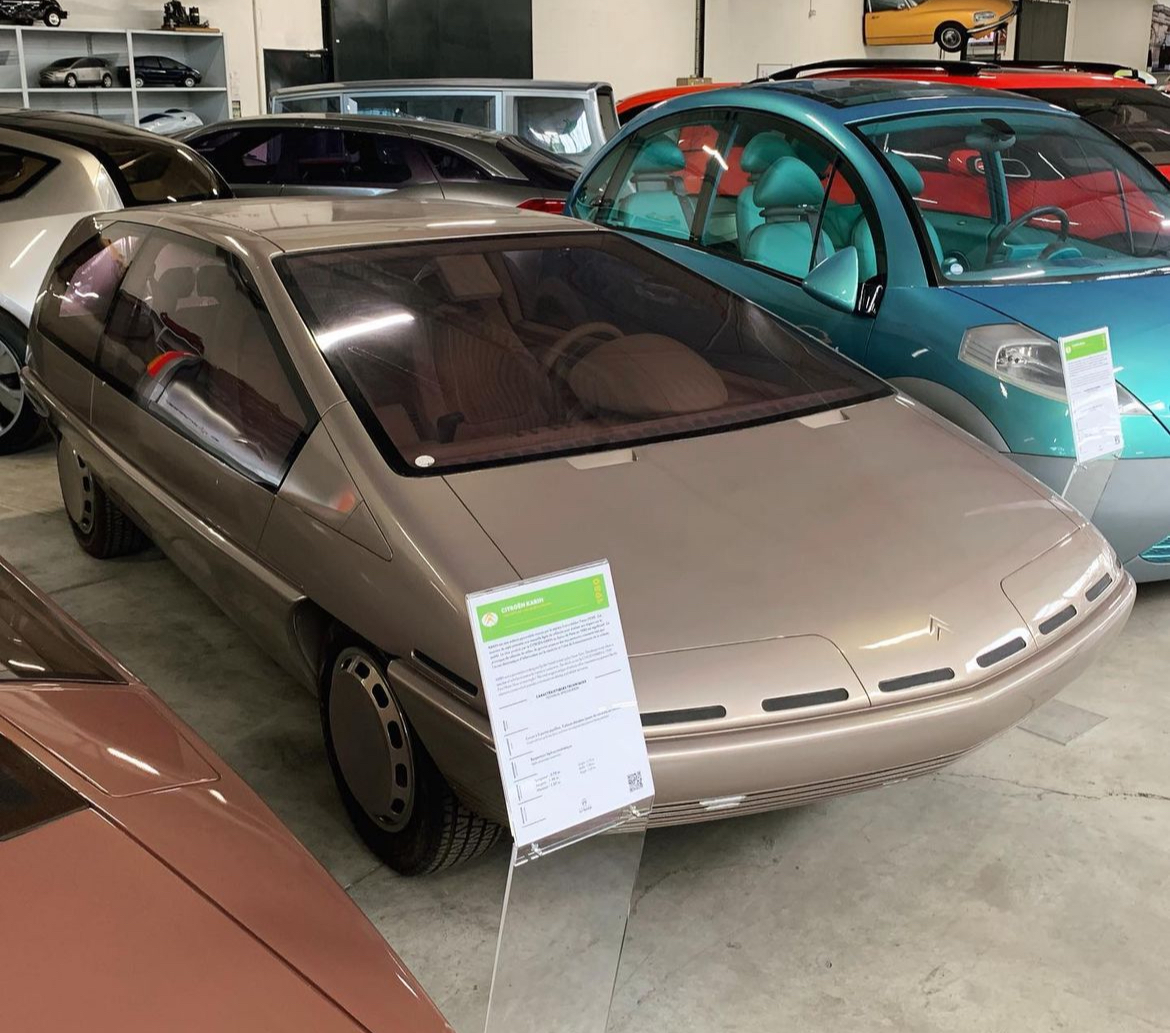
Citroën Xénia au Conservatoire Citroën.